# Roots Radics
La Roots Radics Band è un gruppo reggae nato nel 1978 a Kingston (Giamaica), dall'unione bassista Errol "Flabba" Holt, del chitarrista Eric "Bingy Bunny" Lamont e del batterista Style Scott con l'aggiunta successivamente di altri musicisti giamaicani.
La band è da molti considerata tra le autrici della nascita della musica dancehall giamaicana. Infatti nel 1979 vengono contattati dal produttore Henry "Junjo" Lawes per la registrazione ritmica (riddim) di alcuni brani utilizzati da Barrington Levy per i suoi primi album. Effettivamente i Roots Radics erano una delle più note backing band per gli artisti dancehall nell'era Early dancehall (1979-1985), quando ancora questo genere era puramente strumentale, prima della nascita del raggamuffin digitale.
La band entra ufficialmente nella grande scena reggae giamaicana nella prima metà degli anni 1980 sostenendo artisti come Bunny Wailer, Gregory Isaacs e, ancora oggi, gli Israel Vibration.
Hanno pubblicato diversi album a loro nome: Bubble Up Yu Hip (1980), Wa-Do-Dem (1981), Skidip (1982), The Mouse and the Man (1983) and The Assassinator (1983).